# Masdevallia medusa
Masdevallia medusa är en orkidéart som beskrevs av Carlyle August Luer och Rodrigo Escobar. Masdevallia medusa ingår i släktet Masdevallia och familjen orkidéer. Inga underarter finns listade i Catalogue of Life.